# 매요신

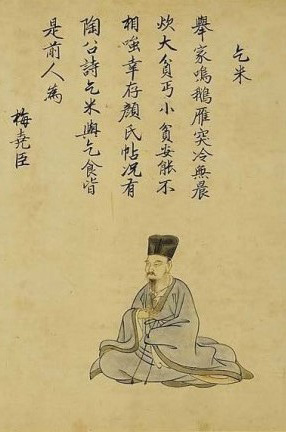

매요신(梅堯臣, 1002년~1060년)은 중국 북송의 시인이다. 자는 성유(聖兪), 호는 완릉(宛陵).
구양수와 함께 송시의 개척자이다. 관리로서는 불우하여, 오랫동안 지방관리를 계속하다가 49세 때 겨우 진사에 급제, 구양수의 소개로 도관원외랑(道官員外郞)이라는 중앙의 관직을 얻었다. 송(宋) 초에는 이상은과 유사한 ‘서곤체(西崑體)’의 화려한 시가 유명했으나, 거기에 대해 그의 시는 평담(平淡)을 신조로 하여 사상적 깊이를 가진 작품을 탄생시켰다.

## 같이 보기
- 중국 문학